# 外交官
外交官（がいこうかん）は、外交使節団の長または使節団の職員であって、外交官の身分を有する外交職員の総称。

## 歴史
臨時の外交使節を派遣・接受することは紀元前の中国やギリシャなど非常に古くから行われ、日本の遣隋使や遣唐使もその例であるが、常駐の外交使節団が初めて置かれたのは13世紀のイタリアであったといわれている。ミラノ公国がジェノヴァ共和国に初めて公使館を設置して以後、イタリアの諸国家間で国家間の交渉に専門的に従事する外交官が相互に派遣されるようになり、またカトリック教会の長であるとともにイタリアの一君主としても位置づけられたローマ教皇も各国に教皇派遣使節を送った。14世紀にはイングランドのジェフリー・チョーサーが外交活動をしており、また1455年にはミラノがフランス宮廷に常駐使節を送り、そのシステムは主権国家が形成されるようになった16世紀以後ヨーロッパ各地に広まるとともに、外交慣行の基礎が形成された。
絶対王政期には、宮廷内部において国家の重要な政策決定が行われることが増加し、そのために君主またはその側近との個人的関係が外交交渉の成否に深く関わるようになった。一流の外交官は公式の場ではなく、夜中に接受国の君主の寝室に通されて直接重要交渉を行うものとされていた（閨房外交（Boudoir Diplomacy））。また、接受国における主君の代理として自国の名誉を守る責務も課されており、接受国での宮廷内における外交官同士の序列が時には互いの国家の尊厳に関わるものとして激しい議論や決闘にいたる例もあった。そのため、外交官には貴族や軍人などが任命されることが多かった。その後、国民国家の成立とともに宮廷外交・閨房外交の時代は終わり、交渉能力とともに相手国の各種情報を総合的に蒐集・報告する能力が求められるようになった。こうした中で職業外交官も外交専門職任用試験を経た人材が登用されるようになっていった。
常駐使節の制度は1648年のヴェストファーレン条約締結以降一般的な慣行と化したが、一般条約である外交関係に関するウィーン条約が採択されたのは1961年である。

## 職務

### 任務
常駐外交使節団を構成する外交官の任務は
- 接受国で派遣国を代表し、その意思の表明、交渉、条約の締結を行うこと（代表機能）
- 接受国の事情について適法な手段により一切の情報を収集し派遣国に報告すること（報告機能）
- 両国間の関係の促進をはかること（推進機能）

に大別される
。
また、特定の問題の交渉や任務にあたる特別使節団も、実質的に常駐外交使節団と同等の扱いを受ける。

### 規則
外交官の地位や外交特権などに関する規則は1815年のウィーン規則および1818年のエクス・ラ・シャペル規則で基礎が定められ、1961年の外交関係に関するウィーン条約および1963年の領事関係に関するウィーン条約によって修正が加えられて今日に至っている。

## 外交官特権
外交官には、任務の能率的な遂行を確保するため、国際法によって身体の不可侵（拘束されないこと）や裁判権からの免除などの特権を与えられている。特権の内容は、大使館員であるか、領事館員であるかによって異なるが、これを総じて外交特権という。
外交官は、外交使節団に属する。外交官として認められるためには、派遣する国がその者を外交官として派遣することを接受国（受け入れる国）に打診し、合意（アグレマン）が成立する必要がある。
アグレマンが成立した場合に該当者は接受国内において外交官と認められ、派遣した国を代表する交渉相手として扱われるほか、外交特権を享受する。
しかし、外交官が接受国の国内法に照らして許されざる非行や国益を害する行為があり、接受国側がその者を外交官として扱うべきではないと判断した場合、ペルソナ・ノン・グラータの通告を行うことで、外交官としての立場を失う。ペルソナ・ノン・グラータの通告は事前（着任前）でも事後（着任中）でも良い。

## 日本の外交官制度

### 種類
外交官の種類は慣習国際法上一定の原則があり、日本もこれに則って外交官の名称を「外務省設置法」、「外務公務員法」（昭和27年法律第41号）および「外務職員の公の名称に関する省令」（昭和27年外務省令第7号）により次の通り定めている。
ただし参事官～在外公館警備対策官については、外務大臣が「公の便宜のために必要があると認める場合には、国際慣行に従い、第二条および第三条に掲げる公の名称の一または二以上を用いることを命ずることができる」ものであり、戦前は官名であったが現在は正式な官名でも官職名でもない（正式な官名は外務事務官）。
そのため、外国に赴任して大使、公使、総領事、参事官などになった者も、本国に戻ると大使、公使、総領事、参事官ではなくなるが、儀礼的にこれらの職名で呼ばれる場合がある。
また、外交儀礼上、本来の職位よりも一段上の「公の名称」を名乗ることが許される場合がある（名称大使、ローカルランク）。

#### 職位
- 特命全権大使（Ambassador Extraordinary and Plenipotentiary）

在外公館たる大使館の公館長。
- 特命全権公使（Envoy Extraordinary and Minister Plenipotentiary）

在外公館たる公使館の公館長。ただし1967年に日本の公使館はすべて大使館に昇格しているので、このような意味での特命全権公使は存在しない。
- 公使（Minister）

大使に次ぐ職階の外交官。公使館が廃止されてからも、大規模な大使館には上位外交官として「公使」が置かれることがある。
- 公使参事官（Minister-Counsellor / Minister-Counselor）
- 参事官（Counsellor / Counselor）

公使と一等書記官の中間の職階で、「公使参事官」は対外的に公使のローカルランクを付与された参事官。実際には空席の大使館も多い。
- 書記官（Secretary）
  - 一等／二等／三等書記官 (First/Second/Third Secretary)
  - 外交官補 (Attaché)

主に外交事務に従事する職員。このうち「外交官補」は、大使館などに配属された語学研修を行う若手外交官のみが用いる。
- 領事官（Consul）
  - 総領事 (Consul-General)
  - 領事／副領事 (Consul/Vice-Consul)
  - 領事官補 (Attaché)

主に領事事務に従事する職員。外交官に準じた特権・免除（領事特権）が認められているが、その範囲は外交特権よりも狭い。このうち「総領事」の名称を用いるのは原則として在外公館たる総領事館の在外公館長だけであるが、かつて総領事館が併設されていた大使館の領事部や総領事館から降格した領事事務所の館長については「総領事」が置かれることもある。また「領事官補」の名称を用いるのは、領事館などに配属された語学研修を行う若手外交官だけである。
- 理事官
  - 一等／二等／三等理事官 (First/Second/Third Attaché)
  - 副理事官 (Assistant Attaché)

主に外交領事事務に直接関連する業務に従事する職員。ただし現在は、三等理事官以外はほとんど存在しない。
- 外務書記

現在は存在しない。
- 電信官
  - 一等／二等／三等電信官
  - 電信官補

インターネットなどの電気通信関係事務に従事する職員。現在は電信符号を用いることはない。また「電信官」という公称を用いる外務省職員はなく、電信担当官は他の役職の名称を用いている。
- 通訳官
  - 一等／二等／三等通訳官
  - 通訳官補

現在はこの肩書きの外務省職員は存在しない。通訳業務は語学に秀でた職員が適宜担当している。
- 翻訳官
  - 一等／二等／三等翻訳官
  - 翻訳官補

現在はこの肩書きの外務省職員は存在しない。翻訳業務は語学に秀でた職員が適宜担当している。
- 防衛駐在官 (Defense Attaché)

諸外国の駐在武官に相当。在外公館に勤務し、主に防衛（＝軍事）に関する事務に従事する職員。全員が陸上自衛隊、海上自衛隊または航空自衛隊から出向して外務事務官に任命された幹部自衛官（主に佐官クラス）である。自衛官としての階級を公称し、自衛官の制服を着用し、儀礼刀を佩き、飾緒を着用する。防衛駐在官は全員自衛官であって、防衛省以外の官庁からの出向者は一切いないが、法令上は自衛官に限られるものではない。通常はこれに加えて「書記官」などの名称を用いる。
- 医務官 (Medical Attaché)

在外公館に勤務し、主に医務に関する事務に従事する職員。
- 在外公館警備対策官

主に在外公館の警備に関する事務に従事する職員。警察官、入国警備官、公安調査官、海上保安官または自衛官が出向して転任されることが多い。また、日本の民間警備会社から外務省へ出向を命ぜられて任命される例もある。通常はこれに加えて「書記官」などの名称を用いる。

### 任免
外交官の任免は、
- 大使、公使 → 外務大臣の申し出により内閣が行い、天皇がこれを認証する（認証官）。
- 総領事、領事、参事官、書記官、理事官、外務書記などの外交職員 → 外務大臣が行う。
- 外交職員（特別の技術を必要とする外交領事事務などに従事する職員）→ 外務省令で定めるところにより、外務大臣が行う。

### 採用
大半の外交官は国家公務員I種試験（平成12年までは外務公務員I種試験、公務員試験の項参照）および外務省専門職員試験、国家III種試験などに合格して外務省に入省した職員から選ばれる。前者出身の外交官を俗に「キャリア外交官」と呼称し、外務省本省の多くの幹部職や、主としていわゆる大国に駐在する大使などはほとんどこちらから任命される。それに対して、後者出身者または同等の経歴の者から任命される外交官を「ノンキャリア外交官」と呼称することがあり、その多くは栄進したとしても本省のごく一部の幹部職や中小国駐在の大使などで外交官としての経歴を終えることになる。1894年（明治27年）以来の試験であるところの、外交官及領事官試験、外務書記生試験、雇員採用は、順にI種、専門職、III種に該当する。
なお、例外的に一部の大使や公使には学識経験者などの民間人や他官庁出身者が任命されることもある。また書記官には各省各庁、独立行政法人などからの出向者が、在外公館警備対策官などには警察庁、出入国在留管理庁、公安調査庁、海上保安庁または防衛省からの出向者が、それぞれ任命されることもある。

## 中国の外交官制度

### 歴史
中国では1906年に劉式訓が西洋の外交官制度にならった在外公館員の任用・昇進制度の確立などを提唱し、この建議を受けて外交官の専業化を促す人事制度改革が実施された。 
清朝は1876年に最初の在外公館をロンドンに開設しており、以後、日本、米国、ロシアなどに公使館、日本、米国、シンガポールなどには領事館も設置したが、清朝では公使館員と領事館員の人事的な区別はなく、ともに公使の随行員として公使に人事権は委ねられていた。その在外公館では多くの外国語学校出身者や留学生などが「翻訳官」「翻訳学生」として勤務し、そこから職業的外交官が登場したが、それは制度的に確立されたものではなく外交官としての専業性が確立していたわけでもなかった。
外交人材の養成・登用の制度化が意識されるようになり、1901年以降、楊儒（駐露公使）や袁世凱などが英国の外交官制度にならった人事制度の整備を上奏したが時期尚早とされた。しかし日露戦争後、清朝内部に改革の必要性への認識が深化し、1906年から1907年にかけて外務部に研修機関の「儲才館」 が設置され公使以下の在外公館員は実官となった。清朝末期に在外公館において翻訳官や学生などとして勤務していた者の一部は民国期の外交官となった。

## アメリカ合衆国の外交官制度
アメリカ合衆国通商代表は閣僚級高官である。

## 日本の派遣外交使節
- 遣隋使
- 遣唐使
- 天正遣欧少年使節（1582年）
- 慶長遣欧使節（1613年） - ルイス・ソテロ正使（支倉常長は副使）
- 万延元年遣米使節（1860年） - 新見正興正使
- 文久遣欧使節（1861年） - 竹内保徳正使
- 横浜鎖港談判使節団（1864年） - 池田長発正使
- 慶応元年遣仏英使節（1865年） - 柴田剛中正使
- 樺太国境画定交渉遺露使節（1866年） - 小出秀実正使
- 慶応三年遣米使節（1867年） - 小野友五郎正使
- パリ万博使節(1867年) - 徳川昭武正使
- 岩倉遣外使節（1871年） - 岩倉具視特命全権大使

## 外交官が登場する作品
- 杉原千畝 スギハラチウネ(2016年公開の邦画)
- 外交官・黒田康作(2011年に放送されたフジテレビ系列のドラマ)
- アンダルシア　女神の報復(2011年公開の邦画)
- アマルフィ　女神の報酬(2009年公開の邦画)

### 外交官の職位
- 外交官の階級（英語版）
  - ロシア連邦における外交官の階級（英語版）